# Mariano Rivera Paz

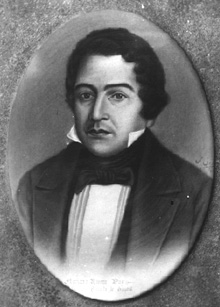
Mariano Rivera Paz

Mariano Rivera Paz (* 24. September 1804 in Guatemala-Stadt; † 26. Februar 1849 in Sampaquisoy, Jalapa) war ein guatemaltekischer Politiker. Nach der Unabhängigkeit des Landes im Dezember 1839 wurde er dessen erster Präsident.

## Leben

### Frühe Laufbahn
Mariano Rivera studierte Jura an der Universidad San Carlos de Guatemala. Trotz herausragender Leistungen schloss er das Studium nicht ab. Dennoch bekleidete er in der Folgezeit verschiedene wichtige Funktionen in der Kommunalverwaltung von Guatemala-Stadt und der Verwaltung der Provinz Guatemala.

### Präsidentschaft
Unter dem Eindruck der Einnahme von Guatemala-Stadt durch Truppen des konservativen Heerführers Rafael Carrera gab der liberale Staatschef Mariano Gálvez sein Amt auf. Nachdem wenige Monate später auch dessen zunächst nachgerückter Stellvertreter Pedro José Valenzuela zurückgetreten war, wurde der konservative Rivera am 29. Juli 1838 zum Staatschef der Provinz Guatemala gewählt. Er regierte mit zwei Unterbrechungen (30. Januar bis 13. April 1839 und 14. Dezember 1841 bis 14. Mai 1842) sechs Jahre lang. Dabei verdankte seine Regierung ihren Bestand maßgeblich der Unterstützung durch die Truppen Carreras.
Unter der Regierung Rivera erklärte die Provinz Guatemala am 3. Dezember 1839 ihren Austritt aus der Zentralamerikanischen Konföderation und wurde de facto ein unabhängiger Staat (obgleich die formelle Erklärung zur „Republik Guatemala“ erst acht Jahre später am 21. März 1847 erfolgte). Rivera war damit der erste Präsident eines unabhängigen Guatemala. Angesichts leerer Staatskassen und der dadurch bedingt ausbleibenden Soldzahlungen an Carreras Soldaten kam es jedoch Ende 1844 zu Meinungsverschiedenheiten zwischen Rivera und Carrera. Daraufhin erklärte Rivera seinen Rücktritt und Carrera folgte ihm im Amt nach.

### Spätere Funktionen
1846 wurde Mariano Rivera zum Ersten Bürgermeister von Guatemala-Stadt gewählt und zwei Jahre später zum Verwaltungschef (corregidor) des Departements Guatemala. 1849 ernannte ihn Präsident Paredes zum Verwaltungschef des Departements Jutiapa, mit dem Ziel, dieses Departement zu „befrieden“. Auf dem Wege zum Amtsantritt wurde er – zusammen mit dem neuen Verwaltungschef des Departements Jalapa Gregorio Orantes – in dem Dorf Sampaquisoy von den Attentätern Roberto Reyes und Agustín Pérez ermordet.